# Червономорські Нубо-Синдські тропічні пустелі та напівпустелі

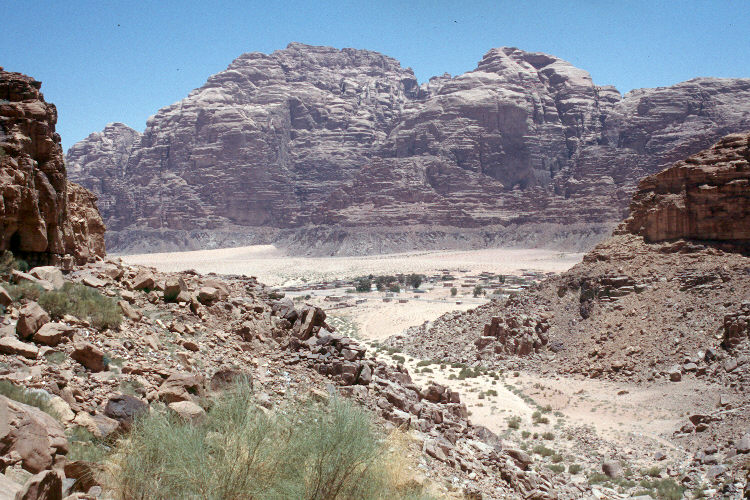
Ландшафт Ваді-Рам (Йорданія)

Червономорські Нубо-Синдські тропічні пустелі та напівпустелі (ідентифікатор WWF: PA1325) — палеарктичний екорегіон пустель і склерофітних чагарників, розташований в Західній Азії, на території Аравійського та Синайського півостровів.

## Географія
Екорегіон охоплює пустельні і напівпустельні райони, розташовані на заході і півдні Аравійського півострова, і простягається на 2000 км від Мертвого моря в Ізраїлі та Йорданії до Аденської затоки в Омані. Регіон також включає південні схили гір на півдні Синайського півострова та деякі внутрішні райони Аравійського півострова, зокрема гори Шаммар в Саудівській Аравії. Екорегіон є тісно пов'язаним з іншими подібними регіонами, розташованими в прибережних районах Червоного та Аравійського морів, Аденської, Перської та Оманської заток, від Нубії (Північно-Східної Африки) до Сінду в південному Пакистані. Більша частина внутрішніх районів Аравійського півострова входить до екорегіону Аравійської пустелі та сахарсько-аравійських склерофітних чагарників.
Екорегіон переважно представлений великими піщаними, гравійними або лавовими рівнинами, які місцями перемежовуються сухими долинами ваді, по яким час від часу протікають сезонні водні потоки. У деяких частинах регіону зустрічаються гірські масиви, основу яких складають граніти та пісковики, а на півдні Синайського півострова розташований великий гірський масив. У Йорданії розташований Ваді-Рам — мальовничий лабіринт із пісковикових скель і каньйонів. Гірський масив Джабаль-ель-Лауз, розташований на крайньому північному заході Саудівської Аравії, поблизу Акабської затоки, включає 20 гір висотою понад 2000 м, найвищою з яких є Джебель-Файхан висотою 2549 м. Ця гора є достатньо високою, щоб взимку на ній лежав сніг.
В Омані екорегіон починається у западині Хукф поблизу півострова Барр-аль-Хікман. Рухаючись на південь, він охоплює центральну частину плато Джіддат аль-Харасіс. Далі на південь і захід розташований педимент Дофар. Тут складна система ваді простягається на північ від північних схилів гір Дофар, поки не губиться в пісках пустелі Руб-ель-Халі. Далі, на північному сході Ємену, екорегіон включає в себе Ель-Махру та Хадрамаут, зокрема північну частину долини Ваді-Хадрамаут, цього відомого своїм сільським господарством і давніми містами району. Далі екорегіон повертає на північ і тягнеться до кордону з Йорданією. Ця частина екорегіону характеризується досить одноманітними гравійними рівнинами, порослими рідкісною рослинністю. Подекуди ці рівнини переходяться у чорну лавову пустелю, усіяну вулканічними валунами. Над рівнинами височіє кілька гірських хребтів, такі як Джабаль-Аджа та Джабаль-Салма в околицях Хаіля, які по суті є округлими куполами з вивітреного граніту. Екорегіон включає прибережну пустелю Тігама на заході Саудівської Аравії, більшу частину гір Ель-Хіджазу на північ від Мекки, а також східні схили гірських хребтів на південь від неї.
Прибережні рівнини і скелясті гори південного Синаю додають значного інтересу цьому екорегіону. Висота гори святої Катерини становить 2629 м, а її гладкі, майже вертикальні гранітні схили створюють вражаючий гірський пейзаж. Глибокі ущелини є помітними елементами навколишнього ландшафту, у деяких з цих ваді вода тече протягом всього року. Основу гір Синаю складають інтрузивні та вулканічні гірські породи, що належать до докембрійського фундамента.

## Клімат
В межах екорегіону переважає пустельний клімат (BWh за класифікацією кліматів Кеппена), що характеризується спекотним літом (30–35 °C) і більш холодною зимою (15–20 °C). В Центральному Омані середньорічна кількість опадів становить менше 50 мм, іноді опади там не випадають більш ніж 12 місяців поспіль. Кількість опадів у місті Ет-Таїф на заході Саудівської Аравії коливається від 50 до 100 мм, тоді як середньомісячна мінімальна та максимальна температура коливається від 2 до 21 °C та від 29 до 40 °C відповідно. В горах Синаю середньомісячна температура коливається від -10 до 2 °C взимку та від 17 до 19 °C влітку. Середньорічна кількість опадів там становить 45 мм, хоча на найвищих вершинах випадає більше опадів (100 мм) у вигляді дощу та снігу.

## Флора
Рослинний покрив екорегіону є псевдосаваною — поодинокі розкидані дерева і великі кущі чергуються з невеликими кущами. Трав'янистий покрив рідкісний, переважно представлений ефемерними травами, які швидко виростають після сильного дощу, після чого в'януть під спекотним сонцем. У ваді рослинність більш густа через загалом вищий рівень вологості ґрунту. Характерними рослинами екорегіону є акації, зокрема зонтичні акації (Vachellia tortilis), палестинські акації (Vachellia tortilis subsp. raddiana) та сиві акації (Vachellia gerrardii), а також колючі зизифуси (Ziziphus spina-christi), єгипетські бальзамові дерева (Balanites aegyptiaca), перські сальвадори (Salvadora persica), арабські моринги (Moringa peregrina), голі каперці (Capparis decidua), синайські каперці (Capparis cartilaginea), китайські кордії (Cordia sinensis), високі калотропіси (Calotropis procera) та війчаста ефедра (Ephedra foliata).
В пустельних районах на заході екорегіону домінують акації та чагарники саксаулу (Artemisia spp.), їжачника (Anabasis spp.) та колючого зизифуса (Ziziphus spina-christi). В долинах та на вершинах скель Ваді-Раму зустрічаються яловці (Juniperus spp.). На невеликих піщаних дюнах регіону ростуть багаторічні трави, зокрема пустельне просо (Panicum turgidum) та різновид перлового проса Cenchrus divisus. На солончаках зустрічаються Suaeda vermiculata, Zygophyllum coccineum та Halopeplis perfoliata. На узбережжі Червоного моря зустрічаються мангрові зарості, де домінують білі мангри (Avicennia marina). Гори Джабаль-ель-Лауз становлять значний ботанічний інтерес. Тут росте кілька видів яловців та дикі їстівні фініки (Phoenix dactylifera). Це єдине місце в Аравії, де росте дикий мигдаль (Prunus dulcis) та одне з двох місць, де росте двоцвітий тюльпан (Tulipa biflora).
В південно-східній частині екорегіону, на рівнинах Оману, переважають зонтичні акації (Vachellia tortilis) та жовті акації (Vachellia flava). У ваді переважають реліктові дерева гаф (Prosopis cineraria). Серед трав'янистих рослин слід відзначити різні види селіна (Stipagrostis spp.), зокрема сокотрійський селін (Stipagrostis sokotrana). У внутрішніх районах Дофару і Махри росте ладанне дерево (Boswellia sacra), національне дерево Оману, з якого отримують ладан. Цією ароматичною смолою торгували на півострові протягом тисячоліть, і колись вона коштувала більше, ніж на вагу золота.
Загалом рівнини центрального Оману є центром рослинного ендемізму — приблизно 35 % флори регіону є ендеміками. Значне флористичне різноманіття спостерігається на Синаї та на півночі Хіджазу, де росте 700 видів судинних рослин, з яких 35 видів є ендеміками.

## Фауна
Серед характерних для екорегіону видів ссавців слід навести звичайного каракала (Caracal caracal), барханного кота (Felis margarita), піщану лисицю (Vulpes rueppellii), афганську лисицю (Vulpes cana), аравійського вовка (Canis lupus arabs), арабського медоїда (Mellivora capensis pumilio), капського дамана (Procavia capensis), ефіопського їжака (Paraechinus aethiopicus) та нубійського козла (Capra nubiana). Білі орикси (Oryx leucoryx) та аравійські піщані газелі (Gazella marica) майже вимерли внаслідок полювання на них, однак завдяки охоронним заходам їхнім популяціям вдалося відновитися. Також в регіоні зустрічаються рідкісні аравійські леопарди (Panthera pardus nimr).
Серед плазунів екорегіону слід відзначити пустельного варана (Varanus griseus), ендемічного оманського шипохвоста (Uromastyx thomasi) та синайську котячу змію (Telescopus hoogstraali).
Екорегіон вирізняється багатою орнітофауною. У Національному парку Рас-Мухаммад, розташованому на крайньому півдні синайського півострова, було зафіксовано 241 вид гніздових та перелітних птахів. Восени тут зустрічається до 12 тисяч птахів, які мігрують з Європи до Африки через Червоне море. До таких видів належать рожеві пелікани (Pelecanus onocrotalus), чорні шуліки (Milvus migrans) та білі лелеки (Ciconia ciconia). На узбережжі Червоного моря в Саудівській Аравії мешкає велика популяція рідкісних сірих підсоколиків (Falco concolor). Гори Джабаль-ель-Лауз є єдиним місцем в Саудівській Аравії, де мешкають кремовогорлі кеклики (Alectoris chukar). В горах Шаммар зустрічаються східні джеки (Chlamydotis macqueenii), абісинські рябки (Pterocles lichtensteinii) та пустельні рябки (Pterocles exustus). Серед поширених на рівнинах Оману птахів слід відзначити плямистого лежня (Burhinus capensis) та рудоголового рябка (Pterocles coronatus).

## Збереження
Природоохоронні території екорегіону включають Природний заповідник Ваді-Рам в Йорданії та Національний парк Рас-Мухаммад в Єгипті.